# Dendronephthya florida
Dendronephthya florida är en korallart som beskrevs av Eugen Johann Christoph Esper 1791. Dendronephthya florida ingår i släktet Dendronephthya och familjen Nephtheidae. Inga underarter finns listade i Catalogue of Life.